# Queixans
Queixans és l'entitat de població més gran del municipi de Fontanals de Cerdanya, a la Baixa Cerdanya. Destaca com a punt de referència entre Alp i Puigcerdà, amb un baixador abandonat a la línia Ripoll-Puigcerdà.
Darrerament ha crescut molt, incloent diverses urbanitzacions de cases aparellades i blocs d'apartaments de muntanya, fins a triplicar la mida del nucli antic.
El 2005 tenia 169 habitants.
El 2019 tenia 171 habitants.